# Нижние (посёлок)
Нижние — посёлок в Кадуйском районе Вологодской области.
Входит в состав сельского поселения Семизерье (до 2015 года входил в Мазское сельское поселение), с точки зрения административно-территориального деления — в Мазский сельсовет.
Расстояние по автодороге до районного центра Кадуя — 51 км, до центра сельсовета деревни Маза — 8 км.
По переписи 2002 года население — 130 человек (65 мужчин, 65 женщин). Преобладающая национальность — русские (94 %).
Посёлок существует с 1997 года. В нём имеются клуб, библиотека, отделение связи, медпункт, ФАП, магазин, действует автобусное сообщение с районным центром.